# Isla El Morro
Die Insel El Morro oder Isla del Morro ist die einzige nennenswerte Insel in der Bucht von Acapulco de Juárez in Mexiko.
Sie liegt rund 200 Meter südlich des Strandes Playa Condesa. Die Insel wird auch Farallón del Obispo genannt.
Auf der Nordseite der Insel befindet sich eine Bootsanlegestelle. Über eine teilweise eingebrochene und einsturzgefährdete Treppe kann der höchste Punkt erreicht werden. Auf dem Gipfel befinden sich erodierte Installationen, Teil einer um 1980 betriebenen Fontäne.